# Opiaci

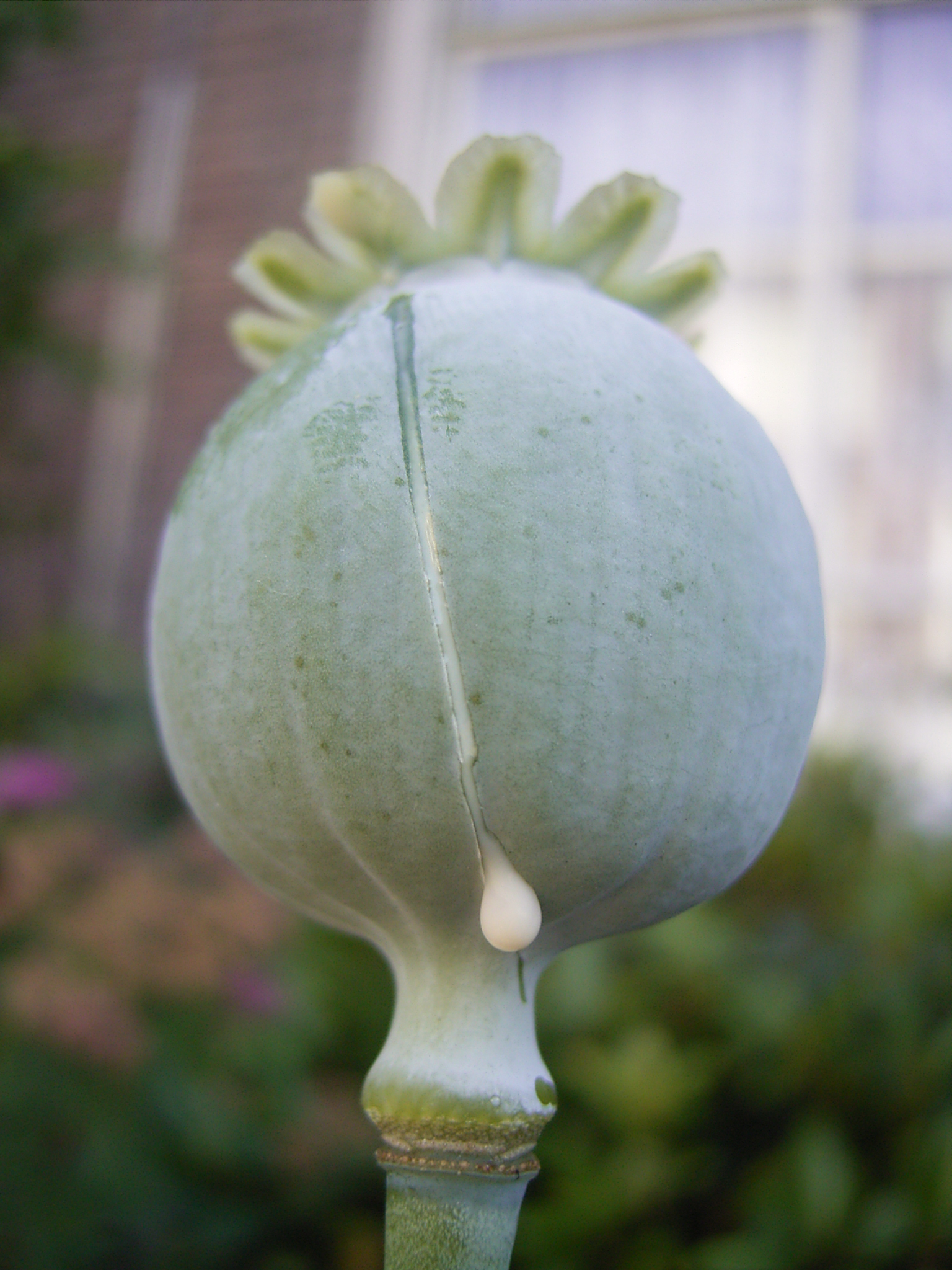
Una càpsula de rosella de la qual cau una gota del làtex que és matèria primera de l'opi i els opiacis.

Els opiacis són un conjunt de substàncies alcaloides que es troben a l'opi i que redueixen l'activitat del sistema nerviós central. L'opi s'extreu de l'exsudació lletosa que s'obté en fer un tall a la càpsula d'un tipus de rosella anomenat cascall (Papaver somniferum L). També s'utilitza tradicionalment el terme per a englobar els derivats de la morfina i, per extensió, els diferents compostos, encara que no provinguin de la morfina ni de l'opi, que actuen de manera semblant a ella, fixant-se en els mateixos receptors.
Alguns opiacis naturalment presents a l'opi són la morfina, la tebaïna, l'hidromorfona (o HM, fàrmac per al dolor crònic intens) l'heroïna (droga il·legal), la metadona (droga legal com a teràpia a la drogodependència) i la codeïna, que s'usa actualment com a analgèsic. En general, s'usen o s'havien usat com a analgèsics o com a drogues d'abús.
Els opiacis es poden classificar segons els seus efectes en opiacis menors i opiacis majors. Els menors solen ser dissenyats per a ser analgèsics suaus, com per exemple el tramadol i la codeïna. Els opiacis majors, en canvi, com per exemple la morfina, poden ser sintetitzats o també naturals, el seu poder analgèsic és més fort, a més són estupefaents, deprimeixen el sistema nerviós central i poden usar-se com a fàrmac o com a drogues d'abús. Els analgèsics opiacis majors ocupen el tercer esglaó en l'escala analgèsica de l'OMS, mentre que els menors n'ocupen el segon.